# Adesmia graminidea
Adesmia graminidea är en ärtväxtart som beskrevs av Carlos Luis Spegazzini. Adesmia graminidea ingår i släktet Adesmia och familjen ärtväxter. Inga underarter finns listade i Catalogue of Life.